# Pedro Tintorer
Pedro Tintorer y Segura (en catalan, Pere Tintorer i Sagarra, né à Palma de Majorque le 12 février 1814 et décédé à Barcelone en 11 mars 1891) est un pianiste, compositeur et professeur espagnol. 

## Biographie
Fils de parents catalans qui avaient émigré de Barcelone à cause de l'invasion française, il retourne en 1822 à Barcelone où va étudier le solfège, le piano et la composition avec le maître Ramon Vilanova en tant que membre du chœur de la Cathédrale de Barcelone.
En 1823 il entre au conservatoire de Barcelone. En 1830, il va à Madrid où il entre au Real Conservatorio Superior de Música pour travailler le piano avec Pedro Albéniz et la composition avec Ramón Carnicer. En 1834, devenu élève du Conservatoire de Paris, il se perfectionne sous la direction de Pierre Zimmermann durant deux ans.
En 1836, il s’établit à Lyon où il est professeur de musique au collège municipal durant 14 ans. Il semble qu’il ait également été l’élève de Liszt.
En 1849 Tintorer retourne ensuite à Barcelone où il fonde la première école de piano de la ville. En 1883, il devient directeur principal pour les cours de piano au Conservatoire du Liceu, poste qui couronne sa vie consacrée à l'enseignement et qu'il abandonne quelques mois avant sa mort. Parmi ses élèves, on trouve Claudi Martínez-Imbert, Maria Luisa Guerra, Ernest Marraco, Joan Baptista Pujol, Baudili Sabater et Agustí Salvans. 
En 1853, l'impératrice Eugénie lui accorde la médaille d'argent pour la composition de la messe pour célébrer le jour de l'Assomption. Il a également reçu la croix d'Isabelle la Catholique des mains de la reine Isabelle II pour la composition de son Stabat Mater qui lui est dédié. Il a été nommé chevalier de la Légion d'honneur. 

## Œuvres
- Compositions
  - 2 Messes à 4 voix, chœur et orchestre
  - Stabat Mater, à 4 voix, chœur et orchestre
  - 2 Symphonies
  - Quatuor avec piano (composé vers 1860 ? ; éd. Richault, Paris ; éd. Costallat, Paris)
  - 2 Quatuors avec piano (composés vers 1860 ? ; éd. Richault, Paris ; éd. Costallat, Paris)
  - Quatuor à cordes (? éd. Gérard, Paris)
  - Trio avec piano (composé vers 1850 ? ; éd. Gérard, Paris)
  - Grand Duo en mi majeur, op. 53, pour violon & piano (composé vers 1865 ? ; éd. Hamelle, Paris)
  - Duo pour violon & piano
  - Duo pour violoncelle & piano
  - Divers morceaux de genre pour piano

- Œuvres didactiques
  - 25 Études, op. 100
  - Grandes études, op. 101
  - 25 Études de mécanisme et de style, op. 102 (éd. Vidal y Roger)
  - 20 Études de vélocité, op. 103
  - Méthode théorique et pratique du piano, op. 104.